# Double Assassinat dans la rue Morgue (bande dessinée)
Double Assassinat dans la rue Morgue est un album de bande dessinée adapté du roman éponyme d'Edgar Poe.
- Scénario : Jean-David Morvan (adaptation)
- Dessins : Fabrice Druet
- Couleurs : Wang Peng et Studio 9

## Éditeurs
- Delcourt (Collection Ex-Libris) (2008)  (ISBN 978-2-7560-0469-3)